# イガンガ県

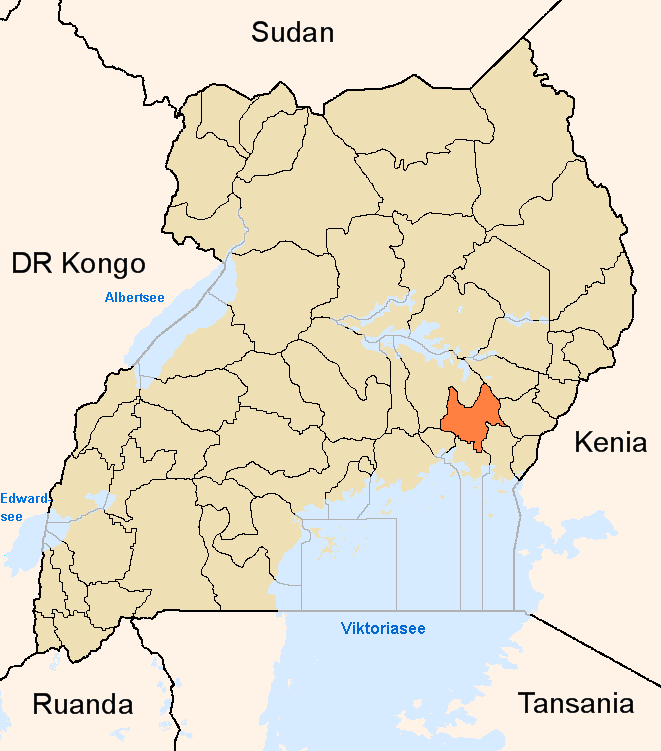
2001年から2005年のイガンガ県と県境

イガンガ県 (イガンガけん、Iganga District) はウガンダ南東部ブソガ東部の県。1974年にブソガ州の南ブソガ県として設置され、1979年にイガンガ県に改名された。1997年3月に南東部のブコーリ郡がブギリ県に、2000年11月に南部のブニャ郡がマユゲ県に、2006年7月1日に東部のブシキ郡がナムトゥンバ県に分割された。面積は約 1680 km²でブグウェリ、キグル、ルーカの3郡に21の副郡、115の教区が置かれている。それぞれの郡はブソガの首長国でもある。2002年の国勢調査人口は 716,311 人で、うち2006年以降のイガンガ県分は 540,939 人。知事に相当する第5地域議会 (LC5) 議長は国民抵抗運動 (NRM) のアスマン・キャフ。

## 隣接する県
北西にカムリ県、北にカリロ県、南西にジンジャ県と接する。南部にはトロロとジンジャ、カンパラを結ぶ幹線道が走る。